# Low bap
Le low bap  est un sous-genre musical du hip-hop grec ayant émergé dans le milieu des années 1990.

## Histoire
En juin 1992, lors d'une performance live de Public Enemy à Nikaia, B. D. Foxmoor et MCD se sont rencontrés et ont créé l'un des premiers groupes de hip-hop grecs, Active Member.
Low bap a connu ses débuts à Pérama, une banlieue industrielle du Pirée dans la zone urbaine d'Athènes. En 1995, le hip-hop n'est pas très connu en Grèce. Active Member intéresse de grandes sociétés discographiques et a signé avec le consortium Warner (Warner Music Group). Quelques mois plus tard, le troisième album d'Active Member a été produit, sous le nom de To Megalo Kolpo (The Great Wangle), et est devenu largement connu. Sur cet album, Active Member décide de renommer le hip-hop comme ils l'avaient repris, le nommant ainsi « low bap ».

## Caractéristiques
Il est caractérisé par un tempo plus lent que d'habitude, parfois combiné avec des paroles politisées. Les mots « low bap » n'ont pas de sens spécifique ; ils représentent simplement une perspective sur la vie, la société et la politique que les gens du mouvement ont. Le mouvement low bap a été élargi, de sorte qu'il comprend désormais des librairies, des centres pour la jeunesse et des magazines spécialisés. Des tentatives cinématographiques, des concerts et des festivals ont également eu lieu dans le but d'élargir la portée du mouvement et d'introduire de nouveaux groupes dans l'éventail des adeptes du genre.